# William B. Brierley
William Broadhurst Brierley (* 19. Februar 1889 in Manchester; † 20. Februar 1963 in Keswick, Cumbria) war ein britischer Mykologe.

## Leben
Brierley wuchs unter ärmlichen Bedingungen auf. 1911 machte er seinen Abschluss an der Universität Manchester mit Auszeichnung. 1914 wechselte er ans neugeschaffene Plant Pathology Laboratory im Botanischen Garten Kew.
1916 erhielt er eine Stelle als Leiter der Abteilung Mykologie an der Rothamsted Experimental Station. 1934 wurde er Professor für Agrarbotanik an der Universität Reading.

## Werk
Brierley beschäftigte sich insbesondere mit Botrytis cinerea, dem Erreger der Grauschimmelfäule:

Botrytis cinerea is perhaps the commonest and best known fungus and has been the centre of mycological research since the time of de Bary. The species B. cinerea may be visualized as, at any one moment, a cluster of numerous races or strains morphologically congruent on the host plant but in vitro showing marked and constant cultural differences.

„Botrytis cinerea ist vielleicht der häufigste und am meisten bekannte Pilz, der seit den Zeiten von de Bary im Zentrum der mykologischen Forschung steht. Die Art B. cinearea kann man sich vorstellen als Verbund von vielen Rassen oder Stämmen, die auf der Wirtspflanze morphologisch ähnlich sind, aber in vitro ausgeprägte Unterschiede zeigen.“

1950 übersetzte er Ernst Gäumanns „Pflanzliche Infektionslehre“ ins Englische (Principles of Plant Infection). Außerdem war er langjähriger Herausgeber der Annals of Applied Biology.